# Saint-Révérend
Saint-Révérend is een gemeente in het Franse departement Vendée (regio Pays de la Loire) en telt 1228 inwoners (2005). De plaats maakt deel uit van het arrondissement Les Sables-d'Olonne.

## Geografie
De oppervlakte van Saint-Révérend bedraagt 15,9 km², de bevolkingsdichtheid is 77,2 inwoners per km².
De onderstaande kaart toont de ligging van Saint-Révérend met de belangrijkste infrastructuur en aangrenzende gemeenten.

## Demografie
Onderstaande figuur toont het verloop van het inwonertal (bron: INSEE-tellingen).

1. ↑  Populations de référence 2022.